# Aeolesthes inhirsuta
Aeolesthes inhirsuta är en skalbaggsart som beskrevs av Masaki Matsushita 1931. Aeolesthes inhirsuta ingår i släktet Aeolesthes och familjen långhorningar. Inga underarter finns listade i Catalogue of Life.